# Ken Clark
Ken Clark (Neffs, 4 giugno 1927 – Roma, 1º giugno 2009) è stato un attore statunitense.

## Biografia
Dopo una breve carriera hollywoodiana, Ken Clark si trasferì in Italia diventando famoso per i suoi ruoli nel cinema di spionaggio e western. Esordì sul grande schermo italiano nella pellicola Il re Manfredi (1962), dove interpretò la parte del nobile Astolfo. Di seguito partecipò ad alcuni film peplum in ruoli sempre secondari o di "spalla" quali Maciste contro i mongoli (1964), Maciste nell'inferno di Gengis Khan (1964), Ercole l'invincibile (1964). Collaborò con Mario Bava, interpretando un bandito nordamericano nel lungometraggio La strada per Fort Alamo (1964), uno dei primi film western italiani.

Ken Clark (a destra) con Luigi Vannucchi in una scena del film Tiffany memorandum (1967)

Interpretò altri due western, Ringo del Nebraska (1966) e Sledge (1970), quest'ultimo prodotto da Dino De Laurentiis. Negli anni sessanta Clark interpretò inoltre il personaggio dell'Agente 077, e partecipò così a tre pellicole dirette da Sergio Grieco, imperniate su questo personaggio. Clark recitò anche in altri film analoghi, quali Tiffany memorandum (1967) e Rapporto Fuller, base Stoccolma (1968). Lavorò inoltre nel lungometraggio Attentato ai tre grandi (1967) di Umberto Lenzi, dove interpretò il capitano Fritz Schoeller. Apparve per l'ultima volta al cinema nel film Arena (1989).

## Filmografia parziale

### Cinema
- Fratelli rivali (Love Me Tender), regia di Robert D. Webb (1956)
- South Pacific, regia di Joshua Logan (1958)
- L'attacco delle sanguisughe giganti (Attack of the Giant Leeches), regia di Bernard L. Kowalski (1959)
- Il re Manfredi, regia di Piero Regnoli (1962)
- Maciste contro i mongoli, regia di Domenico Paolella (1964)
- Ercole l'invincibile, regia di Alvaro Mancori (1964)
- Maciste nell'inferno di Gengis Khan, regia di Domenico Paolella (1964)
- La strada per Fort Alamo, regia di Mario Bava (1964)
- Agente 077 missione Bloody Mary, regia di Sergio Grieco (1965)
- Agente 077 dall'Oriente con furore, regia di Sergio Grieco (1965)
- Ringo del Nebraska, regia di Antonio Román (1966)
- Missione speciale Lady Chaplin, regia di Alberto De Martino e Sergio Grieco (1966)
- Tiffany memorandum, regia di Sergio Grieco (1967)
- Attentato ai tre grandi, regia di Umberto Lenzi (1967)
- Rapporto Fuller, base Stoccolma, regia di Sergio Grieco (1968)
- Tarzana, sesso selvaggio, regia di Guido Malatesta (1969)
- Sledge (A Man Called Sledge), regia di Vic Morrow (1970)
- Teste di quoio, regia di Giorgio Capitani (1981)
- Arena, regia di Peter Manoogian (1989)

### Televisione
- The 20th Century-Fox Hour – serie TV, episodio 2x16 (1957)
- General Electric Theater – serie TV, episodio 6x08 (1957)
- L'uomo ombra (The Thin Man) – serie TV, episodio 1x22 (1958)
- Lock-Up – serie TV, episodio 1x13 (1959)
- Sugarfoot – serie TV, episodio 3x07 (1959)
- Westinghouse Desilu Playhouse – serie TV, episodio 2x13 (1960)

## Doppiatori italiani
- Pino Locchi in Agente 077 missione Bloody Mary, Agente 077 dall'Oriente con furore, Tiffany Memorandum, Missione speciale Lady Chaplin, Attentato ai tre grandi, Rapporto Fuller base Stoccolma, Tarzana sesso selvaggio
- Sergio Rossi in Ringo del Nebraska,  La strada per Fort Alamo
- Nando Gazzolo in Ercole l'invincibile
- Alessandro Sperlì in Maciste nell'inferno di Gengis Khan
- Silvano Tranquilli in Maciste contro i mongoli
- Gianni Marzocchi in Sledge